# Парламентские выборы в Колумбии (2010)
Парламентские выборы в Колумбии прошли 14 марта 2010 года. На выборах в Сенат Колумбии было представлено 948 кандидатов из 16 списков. 166 депутатов Палаты представителей избирались по 33 территориальным избирательным округам и нескольким национальным округам. Всего было представлено 1533 кандидата по 282 спискам. 

## Результаты

### Сенат
Места по территориальным округам
| Партия                                                                                     | Получено голосов | %     | Мест |
| ------------------------------------------------------------------------------------------ | ---------------- | ----- | ---- |
| Социальная партия национального единства (Partido de la U)                                 | 2 804 123        | 25,8  | 28   |
| Колумбийская консервативная партия (Partido Conservador Colombiano)                        | 2 298 748        | 21,2  | 22   |
| Колумбийская либеральная партия (Partido Liberal Colombiano)                               | 1 763 908        | 16,3  | 17   |
| Партия национальной интеграции (Partido de Integración Nacional)                           | 907 468          | 8,4   | 9    |
| Радикальная перемена Radical Change (Cambio Radical)                                       | 888 851          | 8,2   | 8    |
| Альтернативный демократический полюс (Polo Democrático Alternativo)                        | 848 305          | 7,8   | 8    |
| Зелёная партия (Partido Verde)                                                             | 531 293          | 4,9   | 5    |
| Независимое движение абсолютное обновление (MIRA party)                                    | 298 862          | 2,8   | 3    |
| Гражданский компромисс за Колумбию (Compromiso Ciudadano por Colombia)                     | 182 286          | 1,7   | 0    |
| Прочие                                                                                     | 326 763          | 3,0   | —    |
| Аборигенный социальный альянс (Alianza Social Indigena)                                    | —                | —     | 1    |
| Аборигенные авторитеты Колумбии (Autoridades Indígenas de Colombia)                        | —                | —     | 1    |
| Действительных голосов (явка 44,2%)                                                        | 10 851 207       | 100,0 | 102  |
| Источник: Adam Carr's Election Archive Архивная копия от 7 октября 2012 на Wayback Machine |                  |       |      |

Места для индейцев Колумбии
| Партия                                                                                     | Голосов | %     | Мест |
| ------------------------------------------------------------------------------------------ | ------- | ----- | ---- |
| Аборигенный социальный альянс (Alianza Social Indigena)                                    | 26 428  | 25,1  | 1    |
| Аборигенные авторитеты Колумбии (Autoridades Indigenas de Colombia)                        | 23 809  | 22,6  | 1    |
| Партия национальной интеграции (Partido de Integración Nacional)                           | 20 887  | 19,9  | —    |
| Прочие                                                                                     | 34 111  | 32,4  | —    |
| Всего (явка %)                                                                             | 105 235 | 100,0 | 2    |
| Источник: Adam Carr's Election Archive Архивная копия от 7 октября 2012 на Wayback Machine |         |       |      |

### Палата представителей
| Партия                                                                                       | Получено голосов | %     | Мест |
| -------------------------------------------------------------------------------------------- | ---------------- | ----- | ---- |
| Социальная партия национального единства (Partido de la U)                                   | 2 486 824        | 25,9  | 47   |
| Колумбийская консервативная партия (Partido Conservador Colombiano)                          | 2 057 849        | 21,4  | 38   |
| Колумбийская либеральная партия (Partido Liberal Colombiano)                                 | 1 856 068        | 19,3  | 37   |
| Радикальная перемена (Cambio Radical)                                                        | 743 758          | 7,7   | 15   |
| Партия национальной интеграции (Partido de Integración Nacional)                             | 714 476          | 7,4   | 12   |
| Альтернативный демократический полюс (Polo Democrático Alternativo)                          | 563 555          | 5,9   | 4    |
| Независимое движение абсолютное обновление (Movimiento Independiente de Renovación Absoluta) | 284 244          | 3,0   | 3    |
| Зелёная партия (Partido Verde)                                                               | 283,293          | 3.0   | 3    |
| Аборигенный социальный альянс (Alianza Social Indigena)                                      | 182 515          | 1,9   | 1    |
| Либеральная альтернатива (Alternativa Liberal)                                               | 171 090          | 1,8   | 1    |
| Либеральное открытие (Apertura Liberal)                                                      | 117 871          | 1,2   | 2    |
| Региональная интеграция (Integración Regional)                                               | 5 045            | 0,1   | 1    |
| Others                                                                                       | 143 883          | 1,5   | —    |
| Действительных голосов (явка 43,8%)                                                          | 9 610 471        | 100,0 | 164  |
| Источник: Adam Carr's Election Archive Архивная копия от 2 октября 2012 на Wayback Machine   |                  |       |      |